# Porsche 944 Turbo Cup
Der Porsche 944 Turbo Cup war eine deutsche Markenpokal-Rennserie von Porsche. In der von 1986 bis 1989 ausgetragenen Meisterschaft wurden einheitliche Rennwagen auf Basis des Porsche 944 Turbo eingesetzt.

## Historie
1986 gründete Porsche mit dem Porsche 944 Turbo Cup seine erste Markenmeisterschaft mit dem Ziel neben dem Profi-Motorsport eine kostengünstige Rennserie für den Breitensport anzubieten. Diese sollte es jungen Nachwuchsfahrern ermöglichen neben Profipiloten unter gleichen technischen Voraussetzungen Erfahrung zu sammeln. Als Cup-Manager hatte Porsche den Tourenwagen-Europameister und zweimaligen DRM-Meister Dieter Glemser beauftragt.
Die Cup-Rennen wurden in der ersten Rennsaison 1986 im Rahmen des ebenfalls neu gegründeten Supercups auf zumeist deutschen Rennstrecken ausgetragen. Ab der Saison 1987 stieg die Anzahl der ausgetragenen Läufe an und es wurden bis 1989 auch Rennen in anderen europäischen Ländern wie Belgien, Italien, Spanien, Österreich, der Tschechoslowakei und Ungarn ausgetragen. Zwischen 1987 und 1989 wurden die Markenmeisterschafts-Rennen neben dem Supercup auch mit Rennveranstaltungen der Deutschen Tourenwagen-Meisterschaft (DTM), Sportprototypen-Weltmeisterschaft und der Formel 1 durchgeführt.
Ein Jahr nach Gründung der Markenmeisterschaft wurde 1987 in Frankreich durch den Porsche-Importeur Sonauto der Porsche 944 Turbo Cup Frankreich in Leben gerufen, der bis 1990 ausgetragen wurde. In Kanada wurde 1988 mit dem CASC Rothmans Porsche Turbo Cup ebenfalls ein Markenpokal auf Basis des 944 Turbo gegründet, der die dort bereits bestehende CASC Rothmans Porsche Challenge Series ablöste.
1990 wurde der Porsche 944 Turbo Cup durch den Porsche Carrera Cup Deutschland abgelöst.

## Fahrzeuge

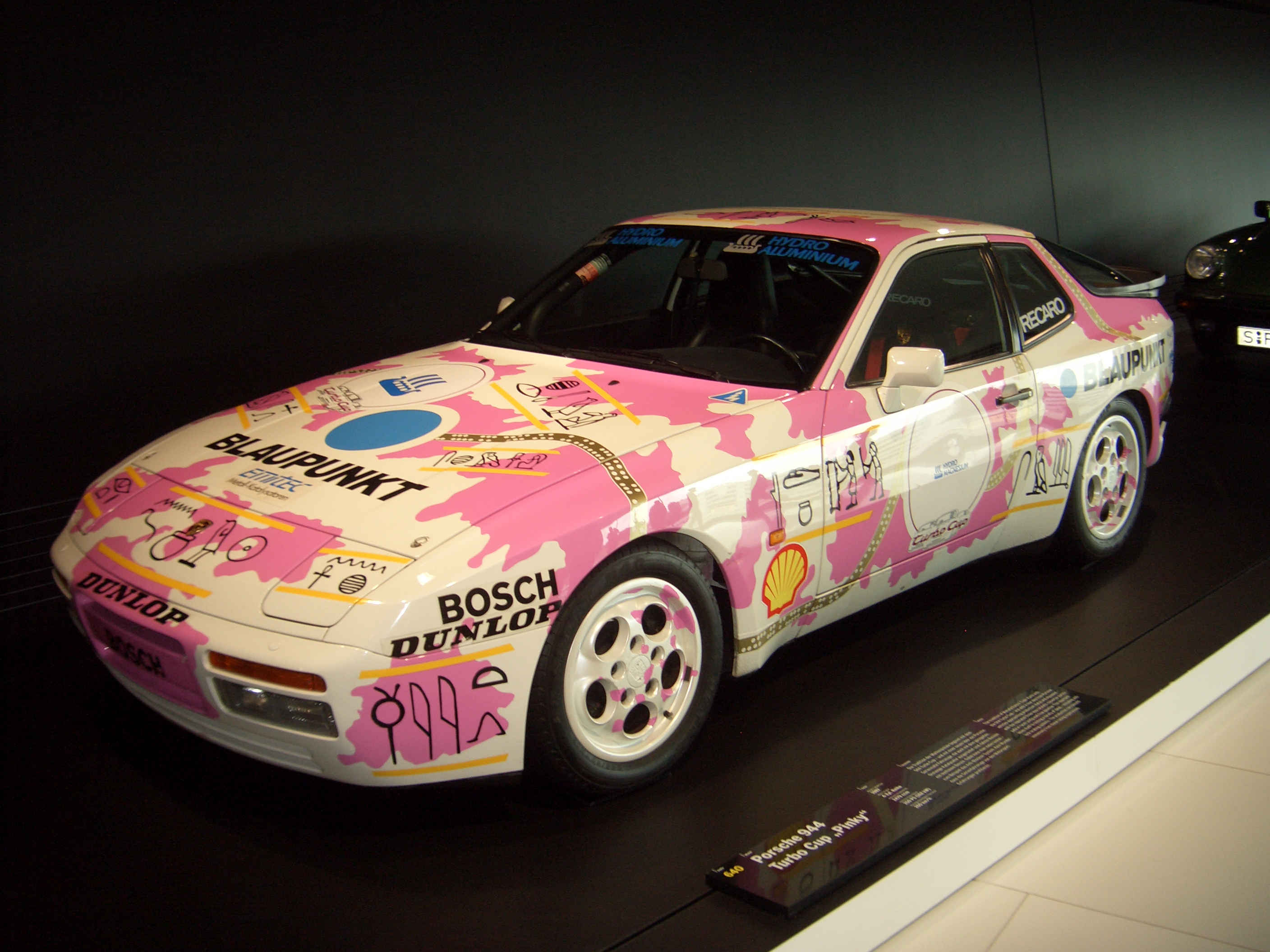
Ein Porsche-944-Turbo-Cup-Rennwagen ausgestellt im Porsche-Museum Stuttgart

Die 1986 eingeführten Cup-Rennwagen basierten auf den Porsche 944 Turbo.
Die Karosserie entsprach dem Serienfahrzeug. Jedoch waren die Rücksitze entfernt und statt der Serien- nun Sportschalensitze montiert worden. Um den Fahrer zu schützen, war ein Überrollkäfig eingebaut.
An dem Fahrwerk wurden nur geringe Änderungen vorgenommen. Die Gummilager der Radaufhängungen waren härter und auch die Feder- und Dämpfer-Abstimmung war straffer im Vergleich zur Serie. Die Cup-Fahrzeuge hatten zudem stärkere Stabilisatoren eingebaut. Die Rennwagen hatten Einheitsreifen von Dunlop in den Dimensionen vorne 245/45 VR 16 auf 8-Zoll- und hinten auf 255/40 VR 16 auf 9-Zoll-Fuchs-Leichtmetallrädern. Ab der Saison 1987 wurden die Fuchsräder gegen leichtere Magnesium-Räder vom Typ „Telefonscheiben“ ersetzt und alle Cup-Fahrzeuge wurden mit einem Antiblockiersystem ausgerüstet.
Der Motor mit 162 kW (220 PS) und die Auspuffanlage mit dem geregelten Dreiwege-Katalysator waren identisch zum Serienmodell. Um Manipulationen an der Motorsteuerung zu verhindern waren das Bosch-Motronic-Steuergerät, der Sensor der Klopfregelung und das Ladedruckventil mit einer speziellen Folie verplombt. Ab 1987 hatten alle Fahrzeuge leistungsfähigere Motoren eingebaut, die nun 184 kW (250 PS) leisteten.
Die ersten Rennwagen hatten 1986 einen Neupreis von 78.900 DM. Dieser stieg über die Jahre stetig an und endete 1989 letztlich bei 98.200 DM.
| Porsche 944               | 944 Turbo Cup                                                         | 944 Turbo Cup (ab 1987)                                               |                                                |
| ------------------------- | --------------------------------------------------------------------- | --------------------------------------------------------------------- | ---------------------------------------------- |
| Motor                     | 4-Zylinder-Reihenmotor mit Turboaufladung (Viertakt)                  | 4-Zylinder-Reihenmotor mit Turboaufladung (Viertakt)                  |                                                |
| Hubraum                   | 2479 cm³                                                              | 2479 cm³                                                              |                                                |
| Bohrung × Hub             | 100,0 × 78,9 mm                                                       | 100,0 × 78,9 mm                                                       |                                                |
| Leistung bei 1/min        | 162 kW (220 PS) bei 5800                                              | 184 kW (250 PS) bei 6000                                              |                                                |
| Max Drehmoment bei 1/min  | 330 Nm bei 3500                                                       | 350 Nm bei 4000                                                       |                                                |
| Verdichtung               | 8,0 : 1                                                               | 8,0 : 1                                                               |                                                |
| Ventilsteuerung           | 8 Ventile eine obenliegende Nockenwelle (SOHC)                        | 8 Ventile eine obenliegende Nockenwelle (SOHC)                        | 8 Ventile eine obenliegende Nockenwelle (SOHC) |
| Kühlung                   | Wasserkühlung                                                         | Wasserkühlung                                                         |                                                |
| Getriebe                  | 5-Gang-Schaltgetriebe                                                 | 5-Gang-Schaltgetriebe                                                 |                                                |
| Antrieb                   | Hinterradantrieb, Sperrdifferenzial                                   | Hinterradantrieb, Sperrdifferenzial                                   |                                                |
| Bremsen                   | Scheibenbremsen (innenbelüftet)                                       | Scheibenbremsen (innenbelüftet), ABS                                  |                                                |
| Radaufhängung vorn        | MacPherson-Federbeine, Querlenker, Stabilisator mit 27 mm Durchmesser | MacPherson-Federbeine, Querlenker, Stabilisator mit 27 mm Durchmesser |                                                |
| Radaufhängung hinten      | Schräglenkerachse, Stabilisator mit 21 mm Durchmesser                 | Schräglenkerachse, Stabilisator mit 21 mm Durchmesser                 |                                                |
| Federung vorn             | Schraubenfedern                                                       | Schraubenfedern                                                       |                                                |
| Federung hinten           | querliegende Drehstabfedern, Teleskopstoßdämpfer                      | querliegende Drehstabfedern, Teleskopstoßdämpfer                      |                                                |
| Karosserie                | Selbsttragende Stahlkarosserie mit Heckspoiler, Überrollkäfig         | Selbsttragende Stahlkarosserie mit Heckspoiler, Überrollkäfig         |                                                |
| Spurweite vorn/hinten     | 1472/1451 mm                                                          | 1472/1451 mm                                                          |                                                |
| Radstand                  | 2400 mm                                                               | 2400 mm                                                               |                                                |
| Reifen/Räder              | VA: 245/45 VR 16 auf 8 J × 16 HA: 255/40 VR 16 auf 9 J × 16           | VA: 245/45 VR 16 auf 8 J × 16 HA: 255/40 VR 16 auf 9 J × 16           |                                                |
| Maße L × B × H            | 4230 × 1735 × 1275 mm                                                 | 4230 × 1735 × 1275 mm                                                 |                                                |
| Leergewicht               | 1280 kg                                                               | 1280 kg                                                               |                                                |
| Höchstgeschwindigkeit     | 260 km/h                                                              | 260 km/h                                                              |                                                |
| Beschleunigung 0–100 km/h | 6,3 s                                                                 | 5,9 s                                                                 |                                                |

## Ergebnisse
In den vier ausgetragenen Markenpokal-Meisterschaften gewannen folgende Fahrer den Titel und den zweiten und dritten Platz:
| Jahr | Sieger             | Zweiter           | Dritter          |
| ---- | ------------------ | ----------------- | ---------------- |
| 1986 | Joachim Winkelhock | Jörg van Ommen    | Harald Grohs     |
| 1987 | Roland Asch        | Peter Oberndorfer | Bengt Trägårdh   |
| 1988 | Roland Asch        | Georg Pacher      | Rüdiger Schmitt  |
| 1989 | Roland Asch        | Jörg van Ommen    | Andy Bovensiepen |